# باستر
باستر پایتخت کشور جزیره‌ای سنت کیتس و نویس در دریای کارائیب آمریکای مرکزی است.

## جغرافیا
جمعیت این شهر در سال ۲۰۰۰ میلادی ۱۵٬۵۰۰ نفر برآورد شده‌است.
بندر باسه‌تر در کرانهٔ جنوب غربی سنت کیتس و نویس واقع شده و از انبارگاه‌های اصلی بازرگانی برای جزایر بادپناه به‌شمار می‌آید.